# Maler der Athener Hochzeit

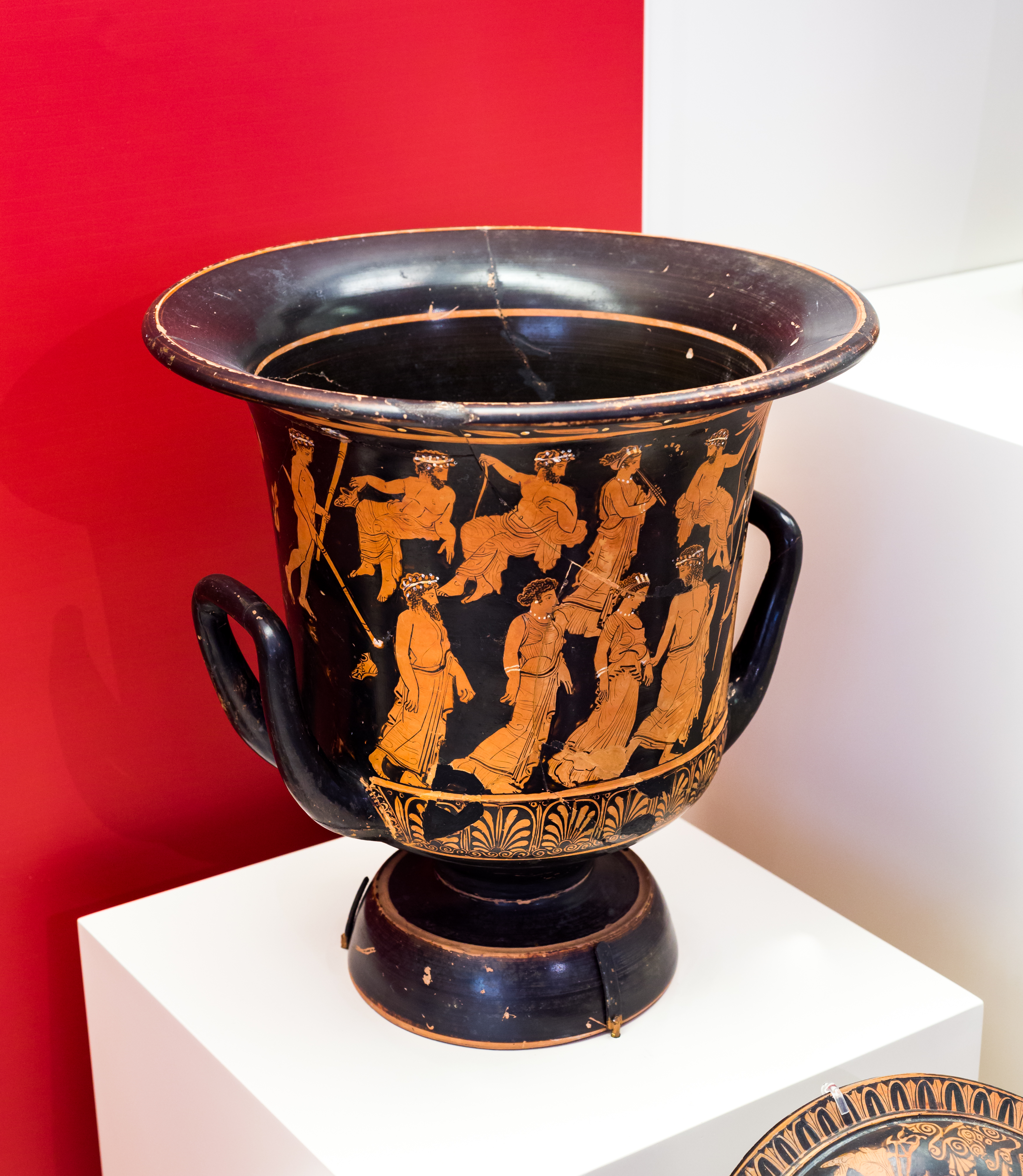
Kelchkrater 1388 im Athener Nationalmuseum

Der Maler der Athener Hochzeit (englisch Painter of the Athens Wedding; tätig um 415–400 v. Chr. in Athen) war ein griechischer Vasenmaler des rotfigurigen Stils.
Seinen Notnamen erhielt er nach dem Kelchkrater 1388 im Athener Nationalmuseum mit einer Hochzeitsdarstellung. John D. Beazley schrieb ihm noch zwei weitere Vasen zu: den Glockenkrater 95.26 im Museum of Fine Arts, Boston, und die Hydria E 226 des Britischen Museums, London. Wahrscheinlich sind ihm der Glockenkrater 1776 des Kunsthistorischen Museums wie auch als neuere Zuschreibung das Schalenfragment 78.9262 aus Gravisca zuzuschreiben.